# Popovice (Rataje)
Popovice je část obce Rataje v okrese Kroměříž, které se nacházejí 5 km od města Kroměříž. Nachází se na severu Rataj. Je zde evidováno 147 adres. Trvale zde žije 483 obyvatel.
Popovice leží v katastrálním území Popovice u Kroměříže o rozloze 3,91 km2. Ve středu obce se nachází zvonice, stejně jako ve vedlejší obci Sobělice.
Součástí obce je i přírodní úkaz Popovický rybník.

## Název
Na vesnici bylo přeneseno původní označení jejích obyvatel popovici - "lidé náležející popovi" (pop bylo ve staré češtině označení pro nižšího kněze či kněze obecně). Protože existovalo i osobní jméno Pop, není jisté, že označení obyvatel a vsi se odvinulo od poddanství církvi. V 18. a 19. století se přidával přívlastek Velké na rozlišení od Malých Popovic u Přerova.

## Obyvatelstvo

### Struktura
Vývoj počtu obyvatel za celou obec i za její jednotlivé části uvádí tabulka níže, ve které se zobrazuje i příslušnost jednotlivých částí k obci či následné odtržení.
| Místní části   | Místní části  | 1869 | 1880 | 1890 | 1900 | 1910 | 1921 | 1930 | 1950 | 1961 | 1970 | 1980 | 1991 | 2001 | 2011 |
| -------------- | ------------- | ---- | ---- | ---- | ---- | ---- | ---- | ---- | ---- | ---- | ---- | ---- | ---- | ---- | ---- |
| Počet obyvatel | část Popovice | 354  | 374  | 384  | 383  | 406  | 402  | 414  | 345  | 368  | 349  | 342  | 344  | 390  | 411  |
| Počet domů     | část Popovice | 62   | 71   | 74   | 74   | 74   | 75   | 86   | 90   | -    | 93   | 86   | 106  | 122  | 133  |